# 皇家芭蕾舞學院
皇家芭蕾舞學院（英語：Royal Ballet School）是英國古典芭蕾學校，創立于1931年，附属皇家芭蕾舞團。校園位於倫敦市內各處，包括科文特花园。

## 知名校友
- 王智媛：韓國女演員[註 1]，前韓國國立芭蕾舞團團員。
- 水野索諾亞：日本裔英國籍的演員、模特兒及芭蕾舞者。
- 張天愛：香港時裝設計師。
- 王仁曼：香港舞蹈家及教育家。
- 毛妹：香港著名舞蹈家及舞蹈教育工作者，毛妹芭蕾舞學校創辦人。
- 羅培丹：香港舞蹈家，羅培丹芭蕾舞學校創辦人。[來源請求]
- 中村一葉：韓國流行音樂女子團體LESSERAFIM 日籍成員